# Beginner's Luck
《Beginner's Luck》은 2012년 4월 24일에 발매한 대한민국의 2인조 밴드 페퍼톤스의 네 번째 정규 음반이다.
공연을 염두에 두기 시작하면서 밴드 페퍼톤스의 분수령을 이룬 음반이다. 최대한 음원과 비슷하게 재현할 수 있도록 밴드 사운드에 집중했다. 더 잘하고 싶어서 생각이 많았던 3집과 달리, 그냥 음악이 좋아서 둘이 신나게 만들던 예전의 기분으로 돌아가서 편하게 하고 싶은 것들을 만들면서 수월하게 작업했다.

## 음반 커버
음반 커버와 속지 촬영도 제주도에서 했다. 푸른 색감을 위해 현무암이 없는 해변을 찾아서 협재에서 찍었다.

## 수록곡
1. For All Dancers - 3:03
2. 행운을 빌어요 - 4:21
3. 러브앤피스 - 5:34
4. ROBOT - 5:19
5. wish-list - 4:19
6. 아시안게임 - 3:20
7. 검은 산 (Feat. 김현아 of 랄라스윗) - 5:06
8. BIKINI - 4:34
9. 바이킹 - 5:41
10. 21세기의 어떤 날 - 4:13
11. fine - 1:26

## 참여
이 목록은 해당 앨범의 부클릿에서 발췌하였다.
페퍼톤스
- 신재평 - 프로듀서, 작사, 작곡, 편곡, 기타, 프로그래밍, 보컬, 믹싱(1-5, 7-9, 11)
- 이장원 - 프로듀서, 작사, 작곡, 편곡, 베이스 기타, 보컬

세션
- 양재인 - guitar(3, 4, 6, 10)
- 양태경 - ep, piano(4, 10)
- 신승규 - drum(4, 10)
- 천단비 - chorus(3, 4), narration(1)
- 정경 - narration(1)
- 김현아, 박별 of 랄라스윗 - vocal featuring(2, 7, 8)

스탭
- 지승남 - 녹음, 믹싱(6, 10)
- bk! - 마스터링